# Финогеновский
Финогеновский — хутор в Усть-Лабинском районе Краснодарского края России. Входит в состав Александровского сельского поселения.

## География
Хутор расположен на берегах речки Зеленчук Второй, в 5 км западнее (ниже по течению) от центра сельского поселения — хутора Александровского. В 2 км западнее хутора Финогеновский (ниже по течению) расположен хутор Согласный, в 1,5 км восточнее (выше по течению) — хутор Пятихатский.

## Население
| 2002 | 2010 |
| ---- | ---- |
| 163  | ↘151 |

## Улицы
- ул. Береговая,
- ул. Карла Маркса,
- ул. Комсомольская[5].